# 22869 Браянмкфар
22869 Браянмкфар (22869 Brianmcfar) — астероїд головного поясу, відкритий 10 вересня 1999 року.
Тіссеранів параметр щодо Юпітера — 3,367.